# Ronald Brechlin
Ronald Brechlin is een Duits entomoloog, woonachtig in Pasewalk en verbonden aan Museum Witt in München.
Samen met Frank Meister was hij in 2008 de grondlegger van het wetenschappelijke tijdschrift Entomo-Satsphingia. Brechlin is gespecialiseerd in vlinders uit de families nachtpauwogen (Saturniidae) en pijlstaarten (Sphingidae).